# Голубовац (Параћин)
Голубовац је насеље у Србији у општини Параћин у Поморавском округу. Према попису из 2022. било је 155 становника.
Овде се налазе Запис Станковића орах (Голубовац), Запис Величковића орах (Голубовац), Запис Огњановића крушка (Голубовац), Запис Петровића орах (Голубовац) и Запис орах на Чукару (Голубовац).
Голубовац нема своју основну школу , већ ђаци похађају ОШ ,,Бранко Крсмановић" у Бусиловцу.

## Демографија
У насељу Голубовац живи 221 пунолетни становник, а просечна старост становништва износи 45,5 година (42,7 код мушкараца и 48,7 код жена). У насељу има 73 домаћинства, а просечан број чланова по домаћинству је 3,66.
Ово насеље је у потпуности насељено Србима (према попису из 2002. године), а у последња три пописа, примећен је пад у броју становника.
|  |

| Демографија | Демографија | Демографија |
| Година      | Становника  | Становника  |
| ----------- | ----------- | ----------- |
| 1948.       | 388         |             |
| 1953.       | 396         |             |
| 1961.       | 404         |             |
| 1971.       | 389         |             |
| 1981.       | 349         |             |
| 1991.       | 333         | 311         |
| 2002.       | 267         | 290         |

| Етнички састав према попису из 2002.‍ | Етнички састав према попису из 2002.‍ | Етнички састав према попису из 2002.‍ | Етнички састав према попису из 2002.‍ | Етнички састав према попису из 2002.‍ |
| ------------------------------------ | ------------------------------------ | ------------------------------------ | ------------------------------------ | ------------------------------------ |
|                                      |                                      |                                      |                                      |                                      |
| Срби                                 | Срби                                 |                                      | 267                                  | 100,0%                               |
| непознато                            | непознато                            |                                      | 0                                    | 0,0%                                 |

| Година пописа     | 1948. | 1953. | 1961. | 1971. | 1981. | 1991. | 2002. |
| ----------------- | ----- | ----- | ----- | ----- | ----- | ----- | ----- |
| Број домаћинстава | 70    | 77    | 85    | 86    | 88    | 79    | 73    |

| Број чланова      | 1 | 2  | 3  | 4 | 5 | 6  | 7 | 8 | 9 | 10 и више | Просек |
| ----------------- | - | -- | -- | - | - | -- | - | - | - | --------- | ------ |
| Број домаћинстава | 8 | 21 | 11 | 8 | 3 | 18 | 3 | 1 | 0 | 0         | 3,66   |

| Пол    | Укупно | Неожењен/Неудата | Ожењен/Удата | Удовац/Удовица | Разведен/Разведена | Непознато |
| ------ | ------ | ---------------- | ------------ | -------------- | ------------------ | --------- |
| Мушки  | 120    | 25               | 83           | 7              | 5                  | 0         |
| Женски | 114    | 14               | 80           | 14             | 4                  | 2         |
| УКУПНО | 234    | 39               | 163          | 21             | 9                  | 2         |

| Пол    | Укупно                    | Пољопривреда, лов и шумарство | Рибарство                            | Вађење руде и камена | Прерађивачка индустрија       |
| ------ | ------------------------- | ----------------------------- | ------------------------------------ | -------------------- | ----------------------------- |
| Мушки  | 65                        | 31                            | 0                                    | 0                    | 14                            |
| Женски | 33                        | 24                            | 0                                    | 0                    | 3                             |
| УКУПНО | 98                        | 55                            | 0                                    | 0                    | 17                            |
| Пол    | Производња и снабдевање   | Грађевинарство                | Трговина                             | Хотели и ресторани   | Саобраћај, складиштење и везе |
| Мушки  | 0                         | 7                             | 3                                    | 1                    | 5                             |
| Женски | 0                         | 1                             | 2                                    | 0                    | 1                             |
| УКУПНО | 0                         | 8                             | 5                                    | 1                    | 6                             |
| Пол    | Финансијско посредовање   | Некретнине                    | Државна управа и одбрана             | Образовање           | Здравствени и социјални рад   |
| Мушки  | 0                         | 0                             | 0                                    | 1                    | 2                             |
| Женски | 0                         | 0                             | 0                                    | 0                    | 2                             |
| УКУПНО | 0                         | 0                             | 0                                    | 1                    | 4                             |
| Пол    | Остале услужне активности | Приватна домаћинства          | Екстериторијалне организације и тела | Непознато            | Непознато                     |
| Мушки  | 0                         | 0                             | 0                                    | 1                    | 1                             |
| Женски | 0                         | 0                             | 0                                    | 0                    | 0                             |
| УКУПНО | 0                         | 0                             | 0                                    | 1                    | 1                             |